# Gary U. S. Bonds

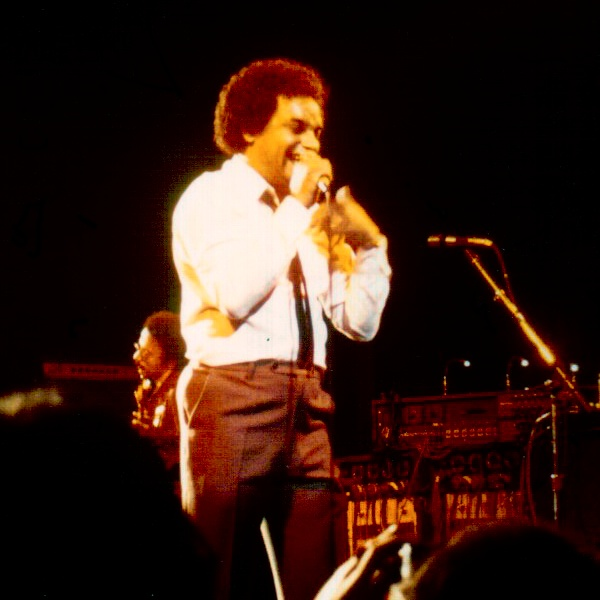
Gary U.S. Bonds in Paris im Dezember 1981

Gary U. S. Bonds; eigentlich Gary Anderson (* 6. Juni 1939 in Jacksonville, Florida) ist ein US-amerikanischer Rock-’n’-Roll- und R&B-Sänger.

## Leben

### Die 1960er
Der Afroamerikaner Gary Anderson wurde als Sohn eines Universitätsprofessors und einer Musiklehrerin geboren. Als er zwei Jahre alt war, ließen sich seine Eltern scheiden und er zog mit seiner Mutter nach Norfolk, Virginia, wo er aufwuchs. In den 1950er Jahren war er Kirchensänger sowie mit einer Band namens The Turks unterwegs. Ende der 1950er wurde er vom Produzenten Frank Guida unter Vertrag genommen, den er bereits einige Zeit vorher kennengelernt hatte und der gerade seine Produzentenkarriere begonnen hatte. Guida entwickelte eine eigene Aufnahmetechnik, die als „Norfolk-Sound“ bekannt wurde. Zum einen klangen die Aufnahmen einfach und nach Freiluftaufnahmen, zum anderen war der Gesang besonders intensiv, weil zwei separat aufgenommene Gesangsspuren hochgepegelt und überlagert wurden.
Die erste Aufnahme hieß New Orleans. Um eine höhere Aufmerksamkeit für die Single zu erreichen, ließ Guida auf die Hülle „Buy U. S. Bonds“ drucken, eine damals verbreitete Werbeaufforderung zum Kauf von US-Staatsanleihen. Das führte allerdings dazu, dass man den Interpreten des Songs immer mit „U. S. Bonds“ in Verbindung brachte, und so wurde das zu Gary Andersons Künstlernamen. Der Titel schaffte es auf Anhieb in die Top 10 der US-Charts und die Top 20 in Großbritannien.
Die Nachfolgesingle Not Me wurde dann aber erst einmal ein Flop und das, obwohl die Orlons mit demselben Lied später einen Hit hatten. Dafür wurde aber die dritte Single von U. S. Bonds ein Riesenhit: Ursprünglich als Instrumental von Gene Barch alias Daddy G. für sich und seine Church Street Five, ebenfalls aus Norfolk, geschrieben, sang er den Titel A Night with Daddy G. mit selbst erdachtem Text mit den Originalinterpreten ein. Unter dem Titel Quarter to Three erreichte es im Juni 1961 Platz 1 in USA, blieb dort eine weitere Woche und verkaufte sich insgesamt über eine Million Mal. Auch international wurde das Lied ein Hit und kam in Großbritannien unter die Top 10. Der Rock-’n’-Roll-Klassiker wurde von der Rock and Roll Hall of Fame in die Liste der 500 Songs, die den Rock and Roll am meisten geprägt haben, aufgenommen.
Danach bekam U. S. Bonds einen Vornamen und hieß ab sofort Gary U. S. Bonds, weil viele seinen Künstlernamen für einen Bandnamen gehalten hatten. Das Album zum Hit Dance ’Til Quarter to Three kam auf Platz 6 der US-Charts. Und mit Singles wie School Is Out und School Is In sowie den beiden Twist-Songs Dear Lady Twist und Twist, Twist Señora, von denen drei bis in die US-Top-10 kamen, konnte er die Reihe seiner Erfolge fortsetzen. Es folgten Ende 1962 die Songs Seven Day Weekend, ein Stück aus dem Film It’s Trad-Dad, und Copy Cat, die allerdings schon deutlich schlechter abschnitten.
1963 ging Gary U. S. Bonds auch auf Europa-Tournee und wurde damals als Headliner noch vor den Beatles geführt. Aber schließlich ließ der Erfolg des Norfolk-Sounds nach, weitere Erfolge blieben erst einmal aus und die British Invasion veränderte die Musiklandschaft. Trotzdem war er mit einem Nummer-1- und vier Top-10-Hits der mit Abstand erfolgreichste Künstler aus dem Guida-Stall, zu dem unter anderem auch Nummer-1-Hit-Sänger Jimmy Soul (If You Wanna Be Happy) gehörte.
In den folgenden Jahren war es eher ruhig um Gary Anderson. Nach einem unerfreulichen Zwischenfall mit der Polizei zog er um nach New York City, wo er in den Clubs spielte. Einzig eine Nominierung für einen von ihm geschriebenen Song für einen Country-Award 1972 stechen aus dieser Zeit heraus. Das Lied hieß (Don’t Take Her) She’s All I’ve Got und wurde von Johnny Paycheck aufgenommen. Später war es noch einmal ein Hit für Tracy Bird.

### Comeback in den 1980ern
1978 lernte er bei einem gemeinsamen Auftritt in New York Bruce Springsteen kennen und sie wurden Freunde. Als Springsteen ihm zwei Jahre später einen Song namens Dedication anbot, begann damit eine Rückkehr ins Rampenlicht. Aus dem Song wurde ein ganzes Album und es enthielt neben Coverversionen auch vier von Springsteen bzw. von seinem Gitarristen Steven Van Zandt geschriebene Stücke und Springsteens E Street Band waren seine Begleitmusiker. Produziert wurde die Platte vor allem von van Zandt. Damit war der Grundstein für ein erfolgreiches Comeback gelegt, denn der Springsteen-Sound war zu dieser Zeit sehr erfolgreich. Mit der Single This Little Girl kehrte er dann auch in die US- und UK-Charts zurück und war unter anderem auch in den deutschen Airplay-Charts zu finden.
Nur 14 Monate später legten sie das Album On the Line nach, das von van Zandt produziert und von Bruce Springsteen zu einem Großteil geschrieben und coproduziert wurde, erneut musikalisch begleitet von der E Street Band. Nicht nur beide Alben waren in den Albumcharts erfolgreich, insgesamt kamen fünf Single-Auskopplungen in die US-amerikanischen und die britischen Charts.
Ende 1983 folgte dann das Album Standing in the Line of Fire, ohne Springsteen und ohne die E Street Band, dafür war van Zandt nicht nur Produzent, sondern auch Autor und mit einer neuen Band Begleitgitarrist. Doch vom Erfolg blieb das Album weit hinter früheren Erfolgen zurück, Verhandlungen mit der Plattenfirma scheiterten und so wurde es wieder ruhiger um Gary U. S. Bonds.

### Von den 1990ern bis heute
Seitdem war er weiter als Musiker unterwegs und spielte unter anderem auch auf Oldie-Festivals. 1998 war er mit seinem Debüt-Song New Orleans im Film Blues Brothers 2000 vertreten. Im neuen Jahrtausend hat er bislang mehrere Live-Alben veröffentlicht und 2004 das Studio-Album Back in 20 in eher traditionellem Bluesrock-Stil herausgebracht, auf dem Bruce Springsteen ein Gastspiel gibt.
2014 trat er in der ersten Folge der dritten Staffel der Serie Lilyhammer auf.
1997 wurde Gary U. S. Bonds in die Ehrenliste der Rhythm & Blues Foundation aufgenommen.
Gary Anderson ist seit 1962 verheiratet und hat eine Tochter und ist auf Tour auch mit Frau und Tochter unterwegs. Viele Songs auf seinem letzten Album hat er auch zusammen mit seiner Tochter geschrieben.

## Diskografie
Studioalben

| Jahr | Titel                       | Höchstplatzierung, Gesamtwochen, AuszeichnungChartplatzierungen (Jahr, Titel, Platzierungen, Wochen, Auszeichnungen, Anmerkungen) | Höchstplatzierung, Gesamtwochen, AuszeichnungChartplatzierungen (Jahr, Titel, Platzierungen, Wochen, Auszeichnungen, Anmerkungen) | Anmerkungen |
| Jahr | Titel                       | UK | US | Anmerkungen |
| ---- | --------------------------- | --- | --- | ----------- |
| 1961 | Dance ’til Quarter to Three | — | US6 (28 Wo.)US |             |
| 1981 | Dedication                  | UK9 (10 Wo.)UK | US27 (20 Wo.)US |             |
| 1982 | On The Line                 | UK55 (5 Wo.)UK | US52 (17 Wo.)US |             |